# Szobekszu Sportegyesület
A Szobekszu Sportegyesület (hangul: 소백수체육단, handzsa: 小白水體育團, RR: Sobaeksu Sports Club) phenjani székhelyű észak-koreai sportcsapat, a 4.25 utánpótlása.

## Ismert játékosai
- Ri Gvangil (Ri Kwang-il)
- Ri Dzsunil (Ri Jun-il)
- Pak Szonghjok (Pak Song-hyok)